# Fort Christina
Fort Christina (en suédois : Fort Kristina) est le premier établissement colonial suédois en Amérique du Nord et le principal établissement de la Nouvelle-Suède, construit en 1638. L'établissement était situé à environ 1,6 km de l'actuel centre-ville de la ville Wilmington.

## Histoire

### Colonisation suédoise

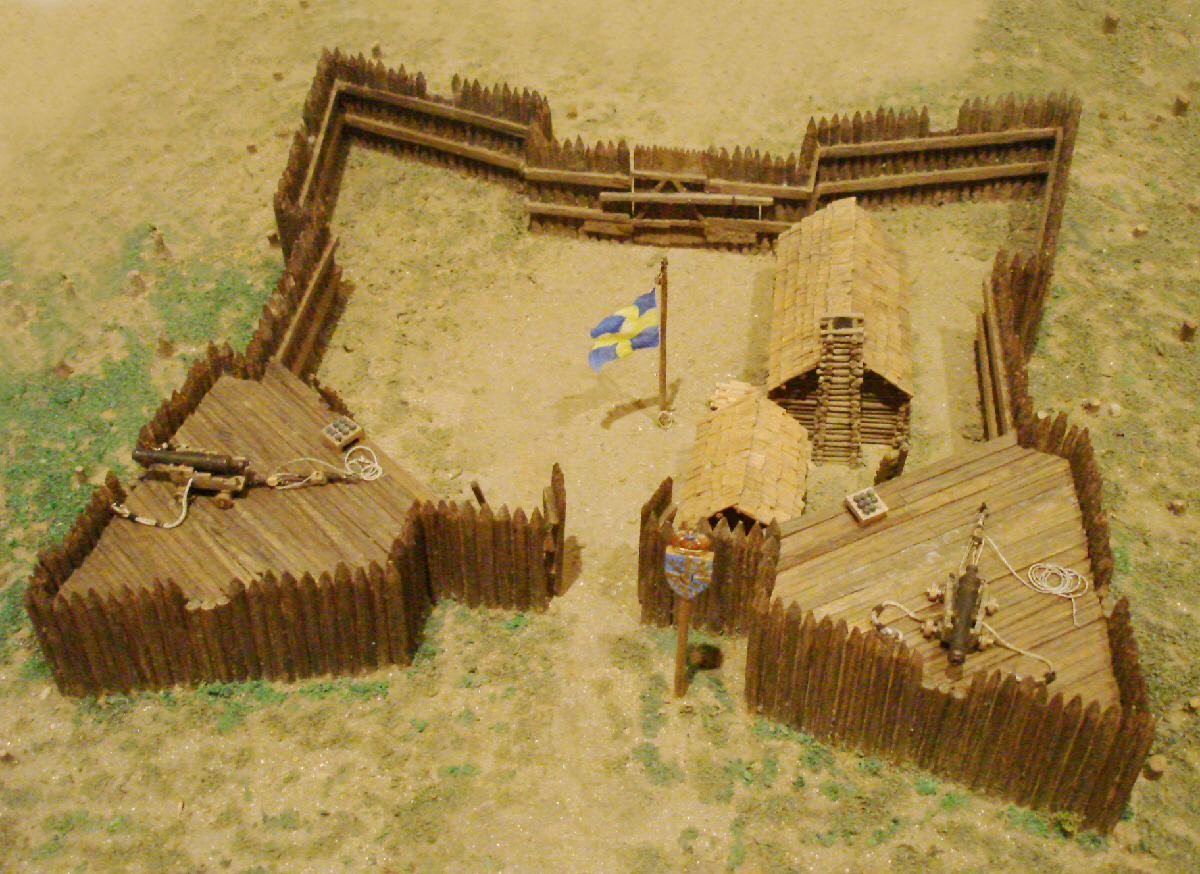
Maquette représentant Fort Christina.

Étendue de la Nouvelle-Suède à l'embouchure du fleuve Delaware.

Il a été nommé en l'honneur de la reine Christine de Suède.

### Colonie néerlandaise
En 1655, il fut repris manu militari par Pieter Stuyvesant, directeur-général qui souhaitait reprendre le contrôle du territoire sur lequel la Compagnie néerlandaise des Indes occidentales maintenait ses prétentions. La population d'origine scandinave qui s'était jusqu'ici établie sur les rives de la Zuidrivier put continuer à pratiquer sa religion luthérienne en autant qu'ils reconnaissent la souveraineté des États généraux et de la Compagnie sur leur territoire. Jean-Paul Jacquet reçut la charge de l'axe méridional de la colonie au nom du Directeur-général Stuyvesant. Les Néerlandais préférèrent déplacer le centre administratif de la région au Fort Casimir, dont l'endroit était jugé plus apte à défendre. Fort Christina fut du même coup, renommé Fort Altena.
En 1656, cette région fut accordée par la Compagnie à la ville d'Amsterdam qui entendait peupler et exploiter la région comme un patroonat (patroonschap en néerlandais), c'est-à-dire sa propre possession seigneuriale. En 1664, les Anglais s'emparèrent de Nouvelle-Néerlande au nom du duc d'York Jacques Stuart. En 1673, la colonie de New York redevint néerlandaise lorsque Cornelis Evertsen le Jeunet et Jacob Binckes aux commandes d'une expédition navale jointe des amirautés d'Amsterdam et de Zélande reprirent New York/La Nouvelle-Amsterdam (renommée La Nouvelle-Oranje pour l'occasion) puis subséquemment Albany/Beverwijck (rebaptisée Willemstadt) et le delta du Delaware. L'année suivante, par le traité de Westminster, les Néerlandais cédèrent définitivement la Nouvelle-Néerlande à la couronne anglaise.